# 舟塚古墳 (斑鳩町)
舟塚古墳（ふなづかこふん）は、奈良県生駒郡斑鳩町法隆寺にある古墳。形状は円墳。史跡指定はされていない。

## 概要
奈良盆地北西部、矢田丘陵南東麓に築造された小円墳である。「舟塚」の古墳名は、かつて「樟の舟」が出土したという伝承に基づく（木棺の出土を示唆）。現在は墳丘周辺は法隆寺駐車場として利用され、墳丘裾は石垣で覆われているほか、2022年（令和4年）以降に発掘調査が実施されている。
墳形は円形で、直径8.5メートル・高さ1.5メートルを測る。埋葬施設は片袖式の横穴式石室で、南南東方向に開口した（現在は埋め戻し）。石室内の調査では、副葬品として玉類・大刀・鉄鏃・馬具のほか、多量の須恵器や土師器が出土している。特に大刀・馬具が実用的なものである点、石室埋土から飛鳥時代の軒丸瓦が出土した点が注意される。
築造時期は、古墳時代後期の6世紀後半（TK43型式期）頃と推定され、7世紀頃に石室が破壊された可能性が高いとされる。藤ノ木古墳の築造以前の斑鳩地域の様相を知るうえで重要視される古墳になる。

## 遺跡歴
- 2019年度（平成31年度）、北側隣接地の発掘調査：第1次調査。遺構・遺物の確認なし。
- 2022年（令和4年）3月、墳丘測量・発掘調査：第2次調査（奈良大学文学部文化財学科、2023年に報告）[2][3]。
- 2023年（令和5年）2-3月、発掘調査：第3次調査（奈良大学文学部文化財学科、2024年に報告）[4]。
- 2023年（令和5年）8-9月、発掘調査：第4次調査（奈良大学文学部文化財学科）[1]。

## 埋葬施設

石室俯瞰図

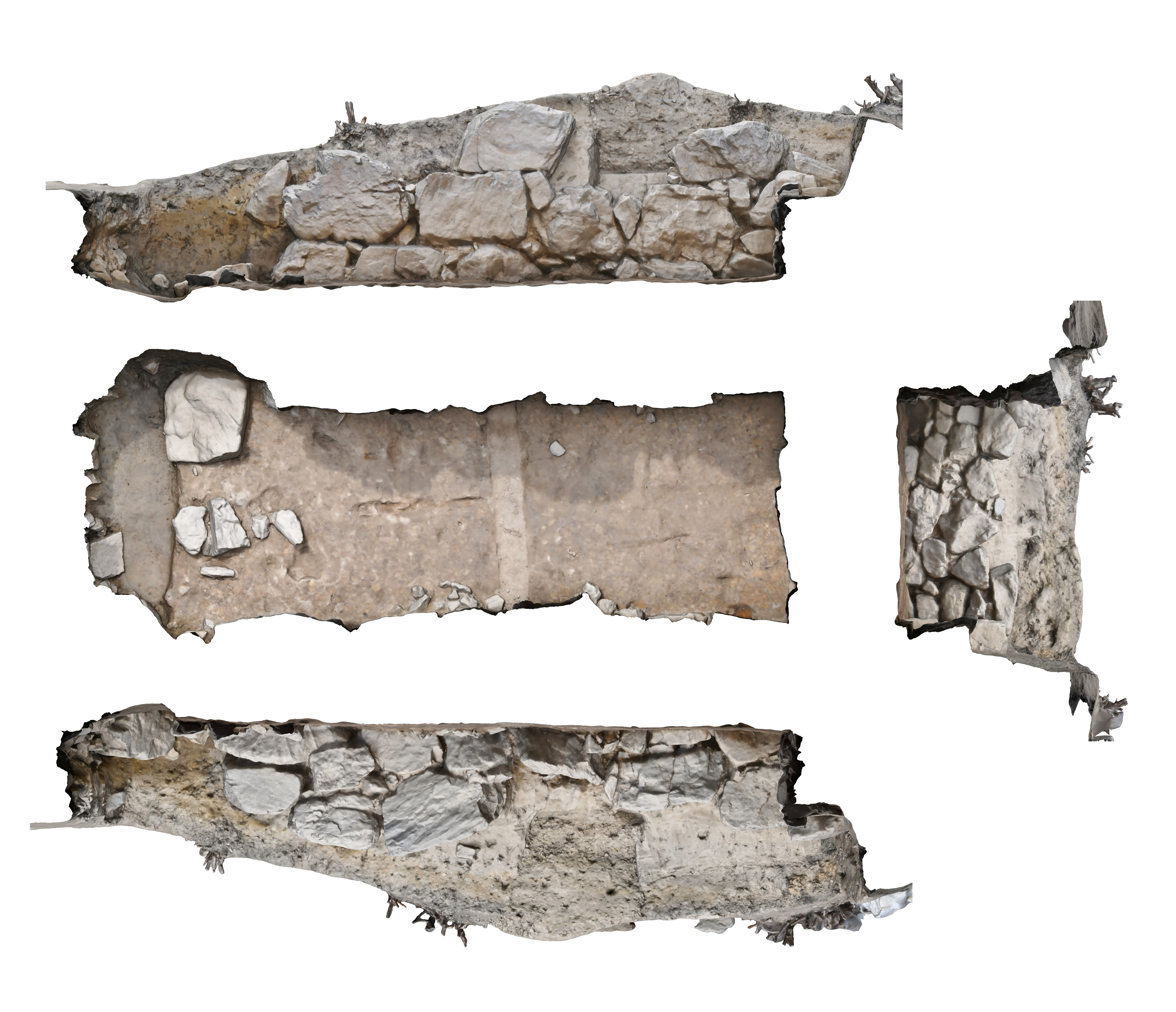
石室展開図

埋葬施設としては片袖式横穴式石室が構築されており、南南東方向に開口した。石室の規模は次の通り。
- 玄室：長さ3.8メートル、幅1.6メートル、残存高さ0.9メートル（奥壁）
- 羨道：幅約1.2メートル

石室の玄室奥壁・側壁の上半部、羨道部、天井石はいずれも調査時点で破壊され失われている。玄室では、奥壁は5段積み以上、側壁は3段積み以上である。特に奥壁および側壁基底石に小型の石材を用いる点で特徴を示す。

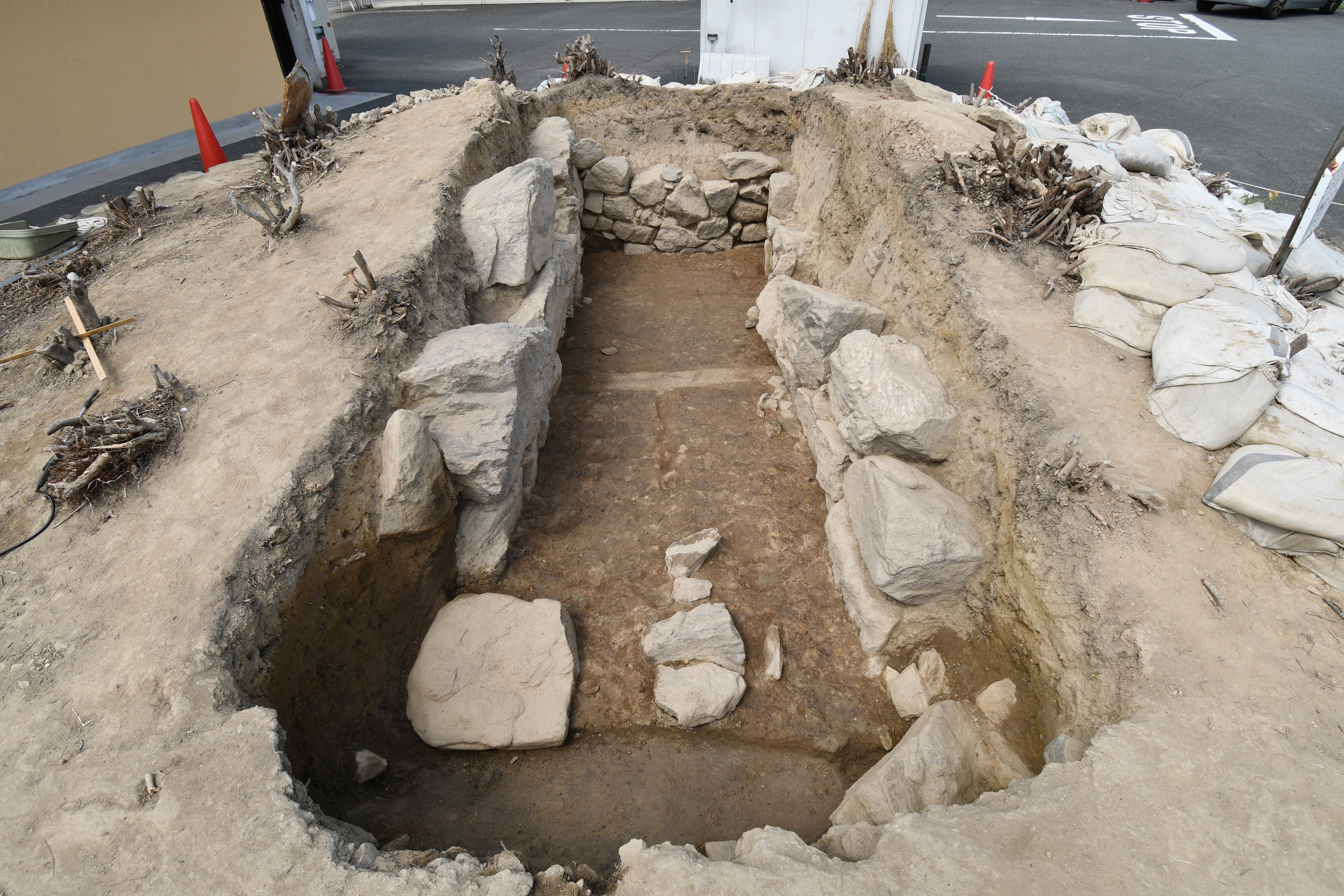
石室（2023年調査時）

## 出土品

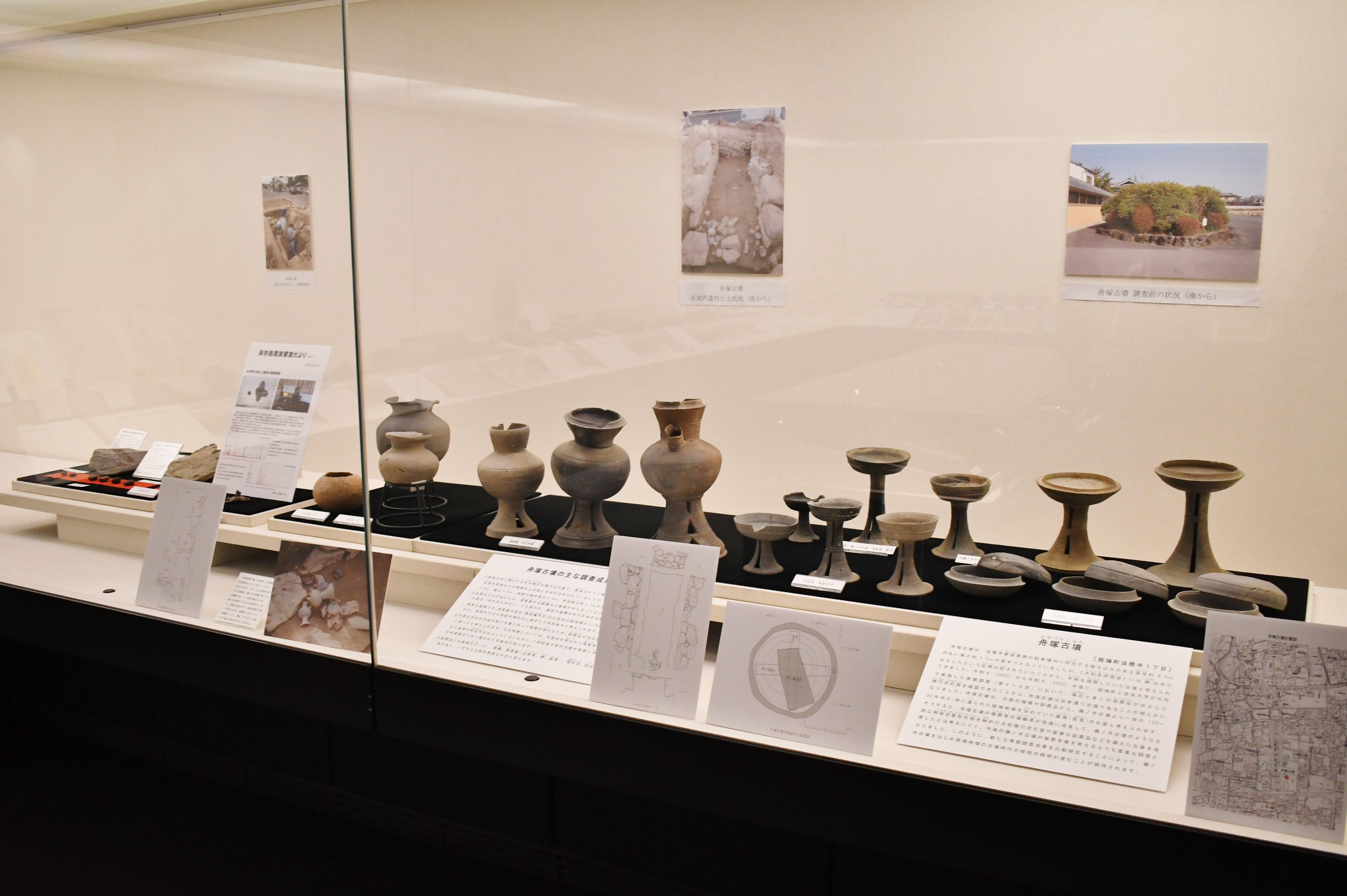
出土品斑鳩文化財センター企画展示時に撮影。

石室内の調査で出土した副葬品は次の通り。
- 玉類
  - 琥珀玉 11
  - 埋木玉 1
- 武器類
  - 大刀 2
  - 鉄鏃
- 馬具
  - 轡
  - 辻金具
  - 鉸具
- 須恵器 - 坏身16、坏蓋8、高坏4、壺3、子持壺1、台付壺2。
- 土師器 - 壺2、坩1。

以上のほか、石室埋土からは飛鳥時代の軒丸瓦が出土しており、7世紀代の石室破壊を示唆する。

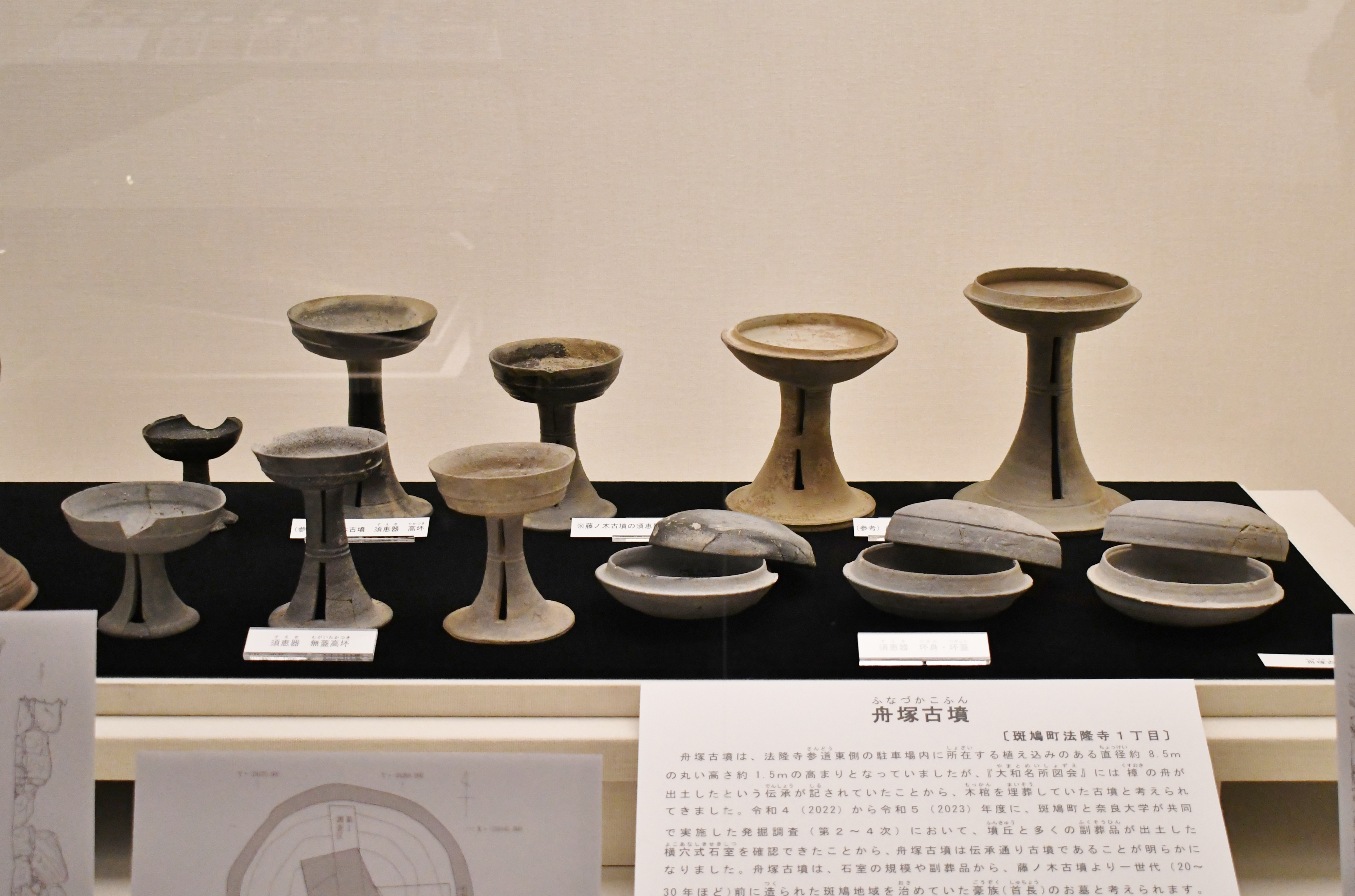
須恵器 坏・高坏
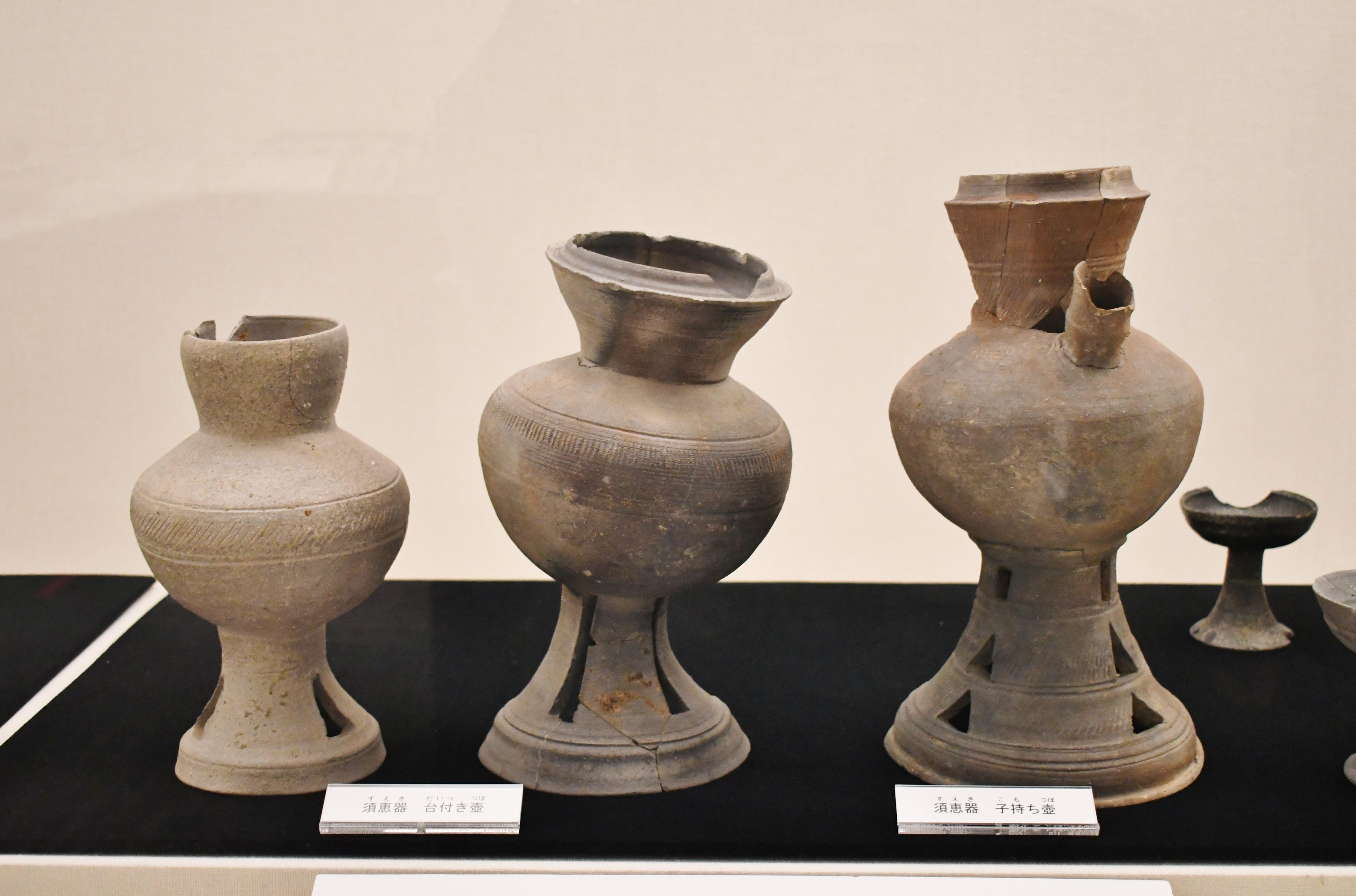
須恵器 台付壺・子持壺
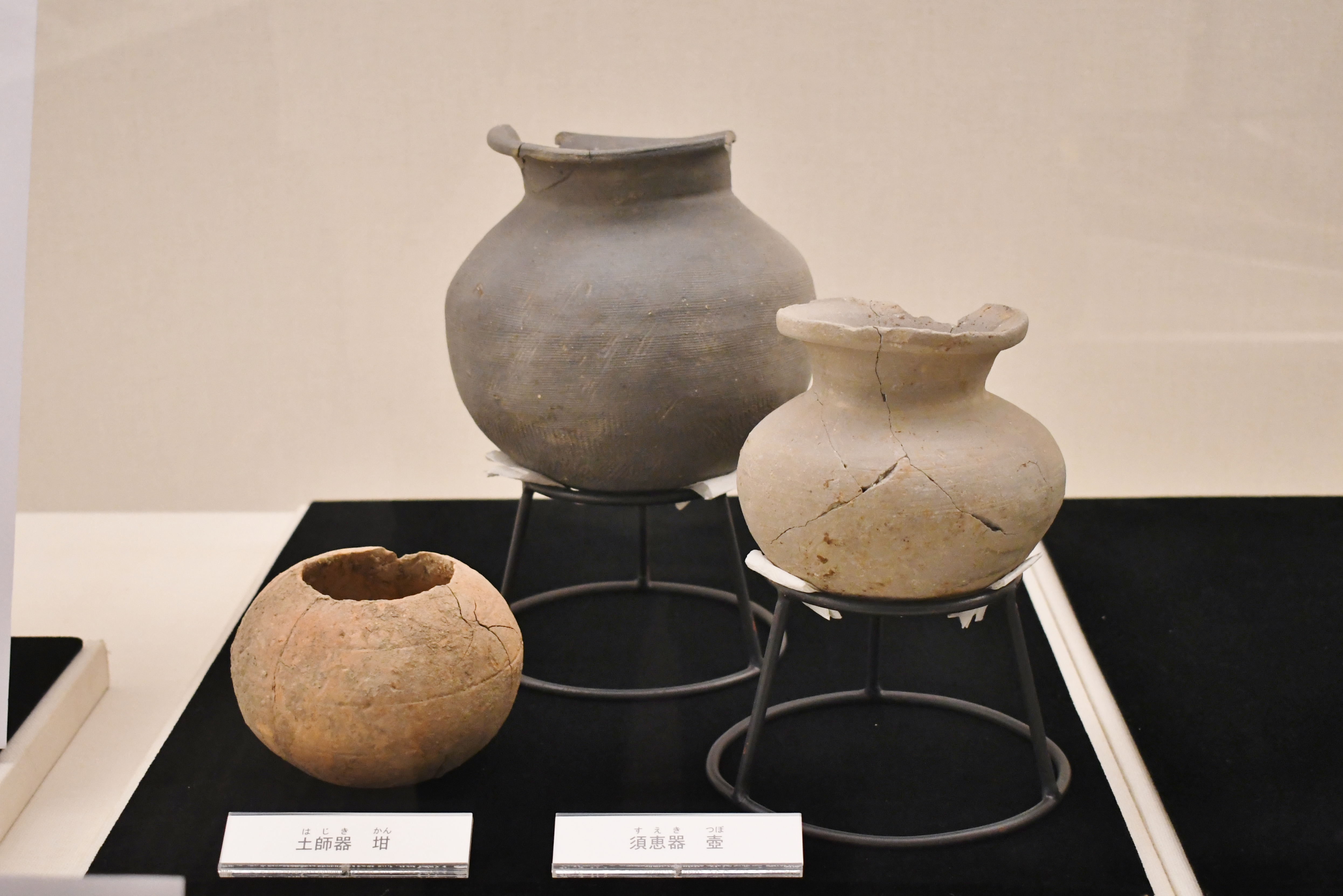
須恵器 壺、土師器 坩
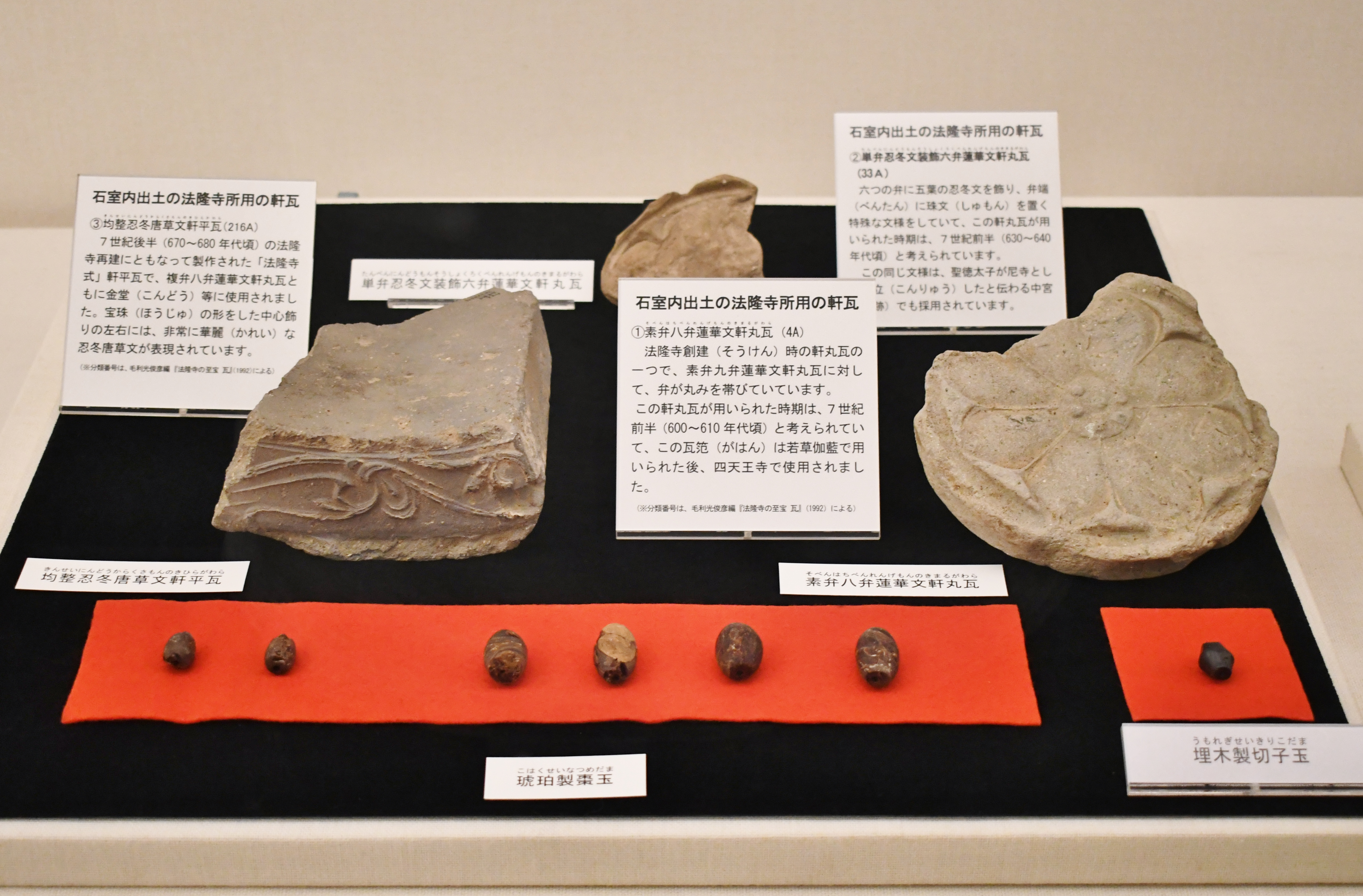
玉類・瓦類
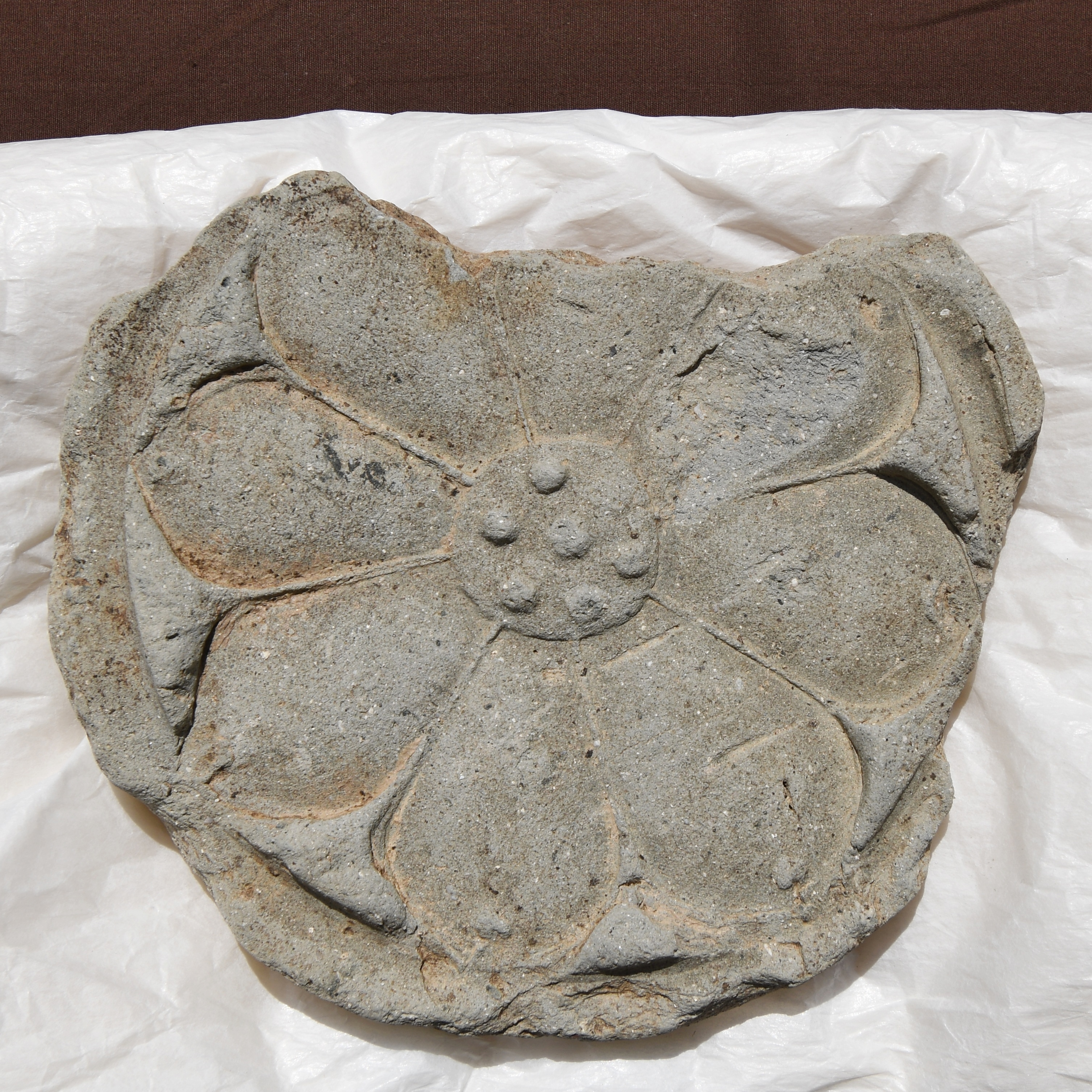
軒丸瓦 2023年調査現地説明会時に撮影。